# Igreja Protestante de Antália
A Igreja Protestante de Antália (IPA) - em turco Antalya Protestan Kilisesi -  é uma igreja local, de orientação presbiteriana e reformada, fundada em fevereiro de 2010, por Kerem Koç, um ex-muçulmano convertido ao Cristianismo, em Antália, Turquia.

## História
O Protestantismo chegou a Turquia no Século XVIII. A principal atividade das primeira organizações missionárias protestantes foi entre os grupos étnicos de maioria cristã do país, sobretudo armênios, gregos e assírios. Escolas e hospitais foram fundados e igrejas estabelecidas.
Em 2010, Kerem Koç, um ex-muçulmano convertido ao Cristianismo, fundou uma nova igreja em Antália, Turquia chamada Igreja Protestante de Antália - em turco Antalya Protestan Kilisesi.

## Doutrina
A IPA subscreve a a Confissão de Fé de Westminster, Catecismo Maior de Westminster, Breve Catecismo de Westminster, Confissão Belga e Catecismo de Heidelberg. É uma igreja de governo presbiteriano e orientação calvinista.

## Controvérsias
A igreja se diferencia das demais igrejas protestantes por adotar confissões reformadas entre outros posicionamentos. A partir de 2012, ficou conhecida por defender a objeção de consciência ao serviço militar. O pastor Kerem Koç foi o primeiro líder religioso cristão a declarar a objeção ao serviço militar armado, o que foi criticado por outros líderes cristãos do país. Por conta disto, a igreja foi acusada por sites de notícias turcos de apoiar o Partido dos Trabalhadores do Curdistão, o que foi negado pelos seus dirigentes.